# إلى كل الصبية: دائما وإلى الأبد
إلى كل الصبية: دائمًا وإلى الأبد (بالإنجليزية: To All the Boys: Always and Forever) فيلم كوميدي رومانسي أمريكي لعام 2021 من إخراج مايكل فيموجناري وبطولة لانا كوندور ونواه سينتينيو. الفيلم مأخوذ عن رواية جيني هان التي صدرت عام 2017 بعنوان «دائمًا وإلى الأبد، لارا جين». الفيلم هو متابعة للفيلم الصادر في 2020 تحت عنوان "ألى كل الصبية: ملاحظة: مازلت احبك To All the Boys: P.S. I Still Love You"، وهو الفيلم الثالث والأخير في سلسلة أفلام «إلى كل الصبية». صدر الفيلم في 12 فبراير على نيتفليكس.

## طاقم التمثيل
لانا كوندور: في دور لارا جان
نوح سينتينيو: في دور بيتر
جانيل باريش: في دور مارغو
آنا كاثكارت: في دور كيتي
جون كوربيت: في دور دكتور كوفي
سارايو بلو: في دور ترينا روتشيلد
مادلين آرثر: في دور كريستين
روس بتلر: في دور تريفور
إميليجا باراناك: في دور جينيفيف
تريزو ماهورو: في دور لوكاس
كيلسي ماويما: في دور إميلي
هنري توماس: في دور السيد كافينسكي

## أحداث الفيلم
تذهب لارا جين برفقة شقيقتها كيتي ومارجوت ووالدها دان وجارتها ترينا روتشيلد، لزيارة سيول، عاصمة كوريا، لقضاء عطلة الربيع. تستعيد لارا ذكريات مع والدتها، حيث تنطلق في البحث عن قفل تركته والدتها على جسر لتخليد ذكرى حبها لحبيبها وزوحها دان، وتتمكن أخيرًا من قراءة الرسالة المصاحبة، والتي تقول «لبقية حياتي». تذكر لصديقها، بيتر كافينسكي، أنها وهو لم يلتقيا أبدًا بلقاء لطيف، وهو لا يتذكر لقاءهما الأول جيدًا. تنتظر بعصبية نتيجة طلبها للالتحاق بجامعة ستانفورد حتى تتمكن من الدراسة في نفس الجامعة مع بيتر. نظرًا لأن علاقة والدها دان مع الجارة ترينا أصبحت أكثر جدية وبدأت العائلة في التخطيط لحفل زفافهما القادم، فإن لارا تشعر بخيبة أمل عندما يتم قبولها في جامعة نيويورك، ولكن ليس في ستانفورد. تقرر لارا الالتحاق بجامعة نيويورك، وتشرح قرارها لبيتر، لكنه يعرب عن خيبة أمله من قرارها، ويقرر الانفصال عنها في ليلة الحفلة الراقصة لإنقاذ نفسه مما يراه على أنه انهيار حتمي لعلاقة بعيدة المدى. احتراماً لرغبات لارا جين، يتخلف بيتر عن حفل زفاف دان وترينا، وبعد احتفالات الزفاف، تتآمر كيتي مع بيتر لترتيب لقاء بينه وبين لارا، التي تجد رسالة في كتابها السنوي من بيتر تحتوي على روايته عن لقائهما الأول في الصف السادس ودعوة ليحبوا بعضهما البعض دائمًا على الرغم من 3000 ميل بين ستانفورد وجامعة نيويورك. يدخل بيتر ويطلب منها التوقيع على عقد حبهما، وهو ما وافقت عليه بفرح. ينتهي الفيلم بتفكير لارا في رغبتها في الحصول على ما لديها مع بيتر، بغض النظر عما تقوله الأفلام وما تقوله الصور النمطية عن العلاقات بعيدة المدى. لا تزال متفائلة بأن المسافة ستتيح لهم الفرصة لمواصلة كتابة رسائل الحب لبعضهم البعض.

## استقبال الفيلم
منح موقع الطماطم الفاسدة الفيلم تقييم مقداره 79% بناء على آراء 61 ناقد فني، يقول إجماع نقاد الموقع الإلكتروني: «عوائد متناقصة تم وضعها في هذه الثلاثية، الفيلم لديه ما يكفي من السحر الفوار ليكون بمثابة نتيجة جديرة بالاهتمام».
منح موقع ميتاكريتيك الفيلم تقييم مقداره 65% بناء على آراء 17 ناقد.

## وصلات خارجية
- إلى كل الصبية: دائمًا وإلى الأبد على موقع IMDb (الإنجليزية)
- إلى كل الصبية: دائمًا وإلى الأبد على موقع ميتاكريتيك (الإنجليزية)
- إلى كل الصبية: دائمًا وإلى الأبد على موقع روتن توميتوز (الإنجليزية)
- إلى كل الصبية: دائمًا وإلى الأبد على موقع نتفليكس (الإنجليزية)
- إلى كل الصبية: دائمًا وإلى الأبد على موقع فيلمافينيتي (الإسبانية)
- إلى كل الصبية: دائمًا وإلى الأبد على موقع قاعدة بيانات الفيلم (الإنجليزية)
- إلى كل الصبية: دائمًا وإلى الأبد على موقع ليتربوكسد (الإنجليزية)
- إلى كل الصبية: دائمًا وإلى الأبد على موقع كينوبويسك (الروسية)